# Roodvleugellijstertimalia
De roodvleugellijstertimalia (Illadopsis rufescens) is een zangvogel uit de familie Pellorneidae.

## Verspreiding en leefgebied
Deze soort komt voor van Sierra Leone tot Ghana.

## Status
De grootte van de populatie wordt geschat op 100.000-500.000 vogels. Aangenomen wordt dat de populatie vrij snel achteruitgaat door ontbossing. Op de Rode lijst van de IUCN heeft deze soort daarom de status gevoelig.